# ويث أوت مي
ويث أوت مي (بالإنجليزية: Without Me)‏، هي أغنية لفنان الهيب هوب الأمريكي إمينيم، أصدرت الأغنية كأغنية منفردة من ألبوم الاستوديو الرابع له، ذا إمينم شو، وكان ذلك في عام 2002. وأعيد إصدارها في ألبومه "Curtain Call: The Hits" في عام 2005. «ويث أوت مي» هي واحدة من أنجح أغاني إمينيم، حيث احتلت المرتبة الثانية في الولايات المتحدة، والأولى في العديد من البلدان في جميع أنحاء العالم.

## وصلات خارجية
- "Without Me" Official music video على يوتيوب